# Маккай (озеро)
Маккай (англ. Lake Mackay) — пересихаюче озеро, одне з найбільших озер Австралії і найбільше в західній частині континенту. Площа озера змінюється залежно від опадів і пори року, але в цілому його ложе займає близько 3 494 км². Максимальні розміри озера з півночі на південь і зі сходу на захід — до 100 кілометрів. Сучасна назва дана на честь європейського першовідкривача озера — Дональда Жоржа Маккая. Тубільна назва — Вілкінкарра.
Майже 2/3 озера розташовано у Західній Австралії, понад третина на Північній території. Хоч озеро і пересихає, але окремі його ділянки досить глибокі й наповнені водою півроку чи навіть більше по закінченню сезону дощів. На озері багато островів, особливо у його східній частині. У вологий сезон, коли озера наповнене водою, його населяють багато птахів, особливо Cladorhynchus leucocephalus.
Озеро належить організації Земляний тубільний трест озера Маккай (Lake Mackay Aboriginal Land Trust).